# Bastard (DJ Gruff)
Bastard è un album di DJ Gruff, pubblicato nel 2008 dall'etichetta Sinfonie.

## Tracce
1. Come noi per esempio
2. Squadra antimale
3. Sandro e Peppe in valva
4. Livelli
5. Popondevalium
6. Ca second saiz
7. Lu sugu te lu calzone
8. Leva la lapa
9. Mentre ci penso un po